# 李神俊
李神俊（478年—541年7月25日），名挺，小名提，字神俊，以字行，陇西郡狄道县（今甘肃省定西市临洮县）人，北魏辅国将军、荆州刺史兼都官尚书、泾阳昭子李佐的儿子，北魏、东魏的官员。

## 生平
李神俊年轻时以才能和学问知名，为太常刘芳所赏识，刘芳把次女刘幼妃嫁给了他。李神俊以奉朝请为起家官，转任司徒祭酒、司徒从事中郎，很快又任骁骑将军、中书侍郎，升任太常少卿，外任前将军、荆州刺史。
当时北魏四方事变增多，到处战争不断，梁武帝萧衍派部将曹敬宗进攻北魏的荆州，围困了很长时间，又引水灌城，城墙只剩几版没有被水淹没。李神俊巡查安抚百姓和士兵，协力固守。皇帝下诏派遣都督崔暹，别将王罴、裴衍等前往支援，曹敬宗才撤退。经过战事之后，城外有很多无人掩埋的尸骨，李神俊命令收敛安葬，朝廷征召李神俊担任大司农卿。魏孝明帝末年，李神俊出任镇军将军、代理相州刺史，驻守于洛阳的北部，当时葛荣的军队向南逼近，李神俊忧虑恐惧，于是故意跌下马伤了脚，仍然停留在汲郡，被诏令征召回朝。建义元年四月庚子（528年5月17日），尔朱荣发动河阴之变，杀死百官王公、灵太后和元钊。当时中央官员一百多人晚到，李神俊也在其中，被尔朱荣的部下围困在河堤东面，尔朱荣的部下拔出利刃，高声说：“能够写禅让文书的出来，可以活你性命。”当时李神俊、顿丘李谐、太原温子升，都是当代的文章高手，都在包围之中，耻于做这件事，就俯伏在地上不答应。御史赵元则害怕会被杀死，就出来写禅让文书。魏孝庄帝元子攸继位后，因为李神俊是外戚中有声望的人，任命他为散骑常侍、兼领殿中尚书，评定过去固守荆州的功劳，封李神俊为千乘县开国侯，食邑一千户，又转任中书监、吏部尚书。
李神俊崇尚有功绩又有文采的人，志向推荐引进人物，而不能笃守正道奉公无私，没有好的声誉，有钜鹿人李炎上书陈述李神俊的过失。天柱将军尔朱荣曾经补用一个人担任曲阳县县令，李神俊认为这个人的官阶不够县令而不用，尔朱荣听说后大怒，说李神俊自己树立亲信党羽，排挤压抑有功劳的人。李神俊害怕，上表请求解除官职，于是出任卫将军、右光禄大夫，不久尔朱兆进入京师，魏孝庄帝被囚禁，李神俊逃窜到民间，魏孝武帝初年才回到朝廷，太昌元年九月庚申（532年11月12日）李神俊出任骠骑大将军、仪同三司，后又加官散骑常侍、左光禄大夫。魏孝静帝初年，李神俊代理并州刺史，不久出任骠骑大将军、肆州刺史，回朝担任侍中。兴和三年六月十七日（541年7月25日），李神俊去世，虚岁六十四，朝廷赠予都督雍秦泾三州诸军事、骠骑大将军、尚书左仆射、司徒公、雍州刺史，侍中、开国侯如故，谥号文贞，兴和三年岁次辛酉十二月廿三日（542年1月24日）葬于邺城西南七里西门豹祠东南2.5里。
李神俊风度韵致俊美超逸，博学多闻，朝廷旧有的典章制度和人伦氏族，大多能熟记，勤学喜好文雅，到老了也不放弃，所结交的对象都是当时的名士，提拔年轻人，为他们显扬身价，四方的才子都推崇归附于他。荥阳郑伯猷经常说：“堂舅是人物宗主。”在洛阳时，琅邪王诵也赞美李神俊，所以给儿子取名叫王俊康，希望儿子与李神俊类似。梁武帝萧衍推崇李神俊的名声，经常说：“如果北魏派遣李神俊来出使，我当命令刘孝绰前往。”他对李神俊的推崇就像这样。李神俊脖子上有很多鼠乳，性情通达直率，不拘小节，以至于青少年都他亲密嬉戏，不能清廉公正端方庄重，有识之士因此讥讽他。北魏迁都邺城时，在路上见到一只狗，温子昇戏弄的说：“这是宋国的宋鹊还是韩国的韩卢？”李神俊说：“这是追赶李斯东逃？还是盘瓠背负高辛氏女儿去南山？”沙苑之役，东魏战败，李神俊骑着独眼的马匹逃走，说：“丁掾的功劳。”马匹倒下，又说：“丁掾害了我。”他就是这样不受拘束。既然不够持重，有识之人因此讥讽他。李神俊死了两个妻子，又希望娶郑严祖的妹妹，也就是李神俊自己堂姐李长妃的女儿，卢元明也去求婚，于是造成了纷争，两家在郑严祖家门争吵，郑氏最终嫁给了卢元明，李神俊非常惆怅，当时的人说李神俊这是德行名望衰落了。李神俊没有儿子，堂弟李延度把第三个儿子李容儿过继给他。

## 墓志
李神俊的墓志已出土，与夫人刘幼妃的墓志同原为于右任所收藏，现藏于西安碑林博物馆。

## 家族

### 高祖
- ，涼武昭王[2]

### 曾祖
- 李翻，酒泉公[2]

### 祖父
- 李宝，北魏侍中、使持节、征西大将军、开府仪同三司、沙州牧、并州刺史、炖煌宣公[2]

### 父母
- 李佐，北魏尚书、昭侯[2]
- 陇西辛氏，镇远将军、汉阳太守、狄道侯辛松之女[12]
- 荥阳郑氏，郑定宗之女[12]

### 兄弟姐妹
- 李伯钦，北魏国子学生，早亡
- 李遵，北魏中垒将军、司空司马、泾阳县子
- 李柬，北魏镇远将军、济州刺史
- 李俊公，李思约的父亲
- 李刿，北魏司徒行参军

### 夫人
- 刘幼妃，北魏侍中、太常、文贞公彭城刘芳第二女，未成婚就去世[2]
- 元阿妙，北魏丞相、江阳王元继第三女，在穰城去世[2]
- 元季聪，北魏太傅、清河文献王元怿第三女[2]

### 儿子
- 李容儿，李延度第三子，过继给李神俊